# حمله قلبی (ترانه انریکه ایگلسیاس)
«حمله قلبی» (به انگلیسی: Heart Attack) تک‌آهنگی از هنرمند اهل اسپانیا انریکه ایگلسیاس است که در ۸ اکتبر ۲۰۱۳ منتشر شد. این تک‌آهنگ در آلبوم هوس و عشق قرار داشت.